# Svarttjärnen (Malå socken, Lappland)
Svarttjärnen är en sjö i Malå kommun i Lappland och ingår i Skellefteälvens huvudavrinningsområde.